# Baron Parmoor

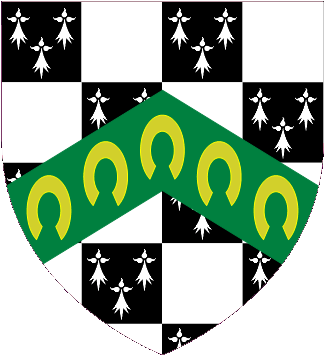
Wappen der Barone Parmoor

Baron Parmoor, of Frieth in the County of Buckingham, ist ein erblicher britischer Adelstitel in der Peerage of the United Kingdom.

## Verleihung
Der Titel wurde am 16. Januar 1914 für den Juristen und Unterhausabgeordneten Sir Charles Alfred Cripps geschaffen. Heute hat sein Ur-urenkel als 5. Baron den Titel inne.

## Liste der Barone Parmoor (1914)
- Charles Cripps, 1. Baron Parmoor (1852–1941)
- Alfred Cripps, 2. Baron Parmoor (1882–1977)
- Frederick Cripps, 3. Baron Parmoor (1885–1977)
- Frederick Cripps, 4. Baron Parmoor (1929–2008)
- Michael Cripps, 5. Baron Parmoor (* 1942)

Voraussichtlicher Titelerbe (Heir apparent) ist der jüngere Sohn des aktuellen Titelinhabers Henry William Anthony Cripps (* 1976).